# Lucius Calpurnius Piso Caesonius (Kr. e. 148)
Lucius Calpurnius Piso Caesonius (? – Kr. e. 148 után) római politikus, a plebeius Calpurniusok nemzetségének adoptált tagja volt. Eredetileg a Caesonia gensbe tartozott, valószínűleg Caius Piso consul fivére, Lucius fogadta gyermekévé.
Kr. e. 154-ben praetorrá nevezték ki Hispania Ulterior élére, ahol harminc évvel korábban nagybátyja teljesített szolgálatot, azonban vele ellentétben Caesonius vereséget szenvedett a luzitánoktól. Kr. e. 148-ban consuli rangra jutott, és rábízták a harmadik pun háború vezetését, azonban Karthágó ellenében mutatott inaktivitása miatt hamar elégedetlenség tört ki személye ellen, és végül ifjabb Scipio váltotta fel.
Fia, akit szintén Luciusnak hívtak, Kr. e. 112-ben lett a római állam főhivatalnoka.